# Torgelow-Holländerei
Torgelow-Holländerei è una frazione della città tedesca di Torgelow, nel Land del Meclemburgo-Pomerania Anteriore.